# Megachile difficilis
Megachile difficilis är en biart som beskrevs av Morawitz 1875. Megachile difficilis ingår i släktet tapetserarbin, och familjen buksamlarbin. Inga underarter finns listade i Catalogue of Life.